# Generosa Cortina Roig

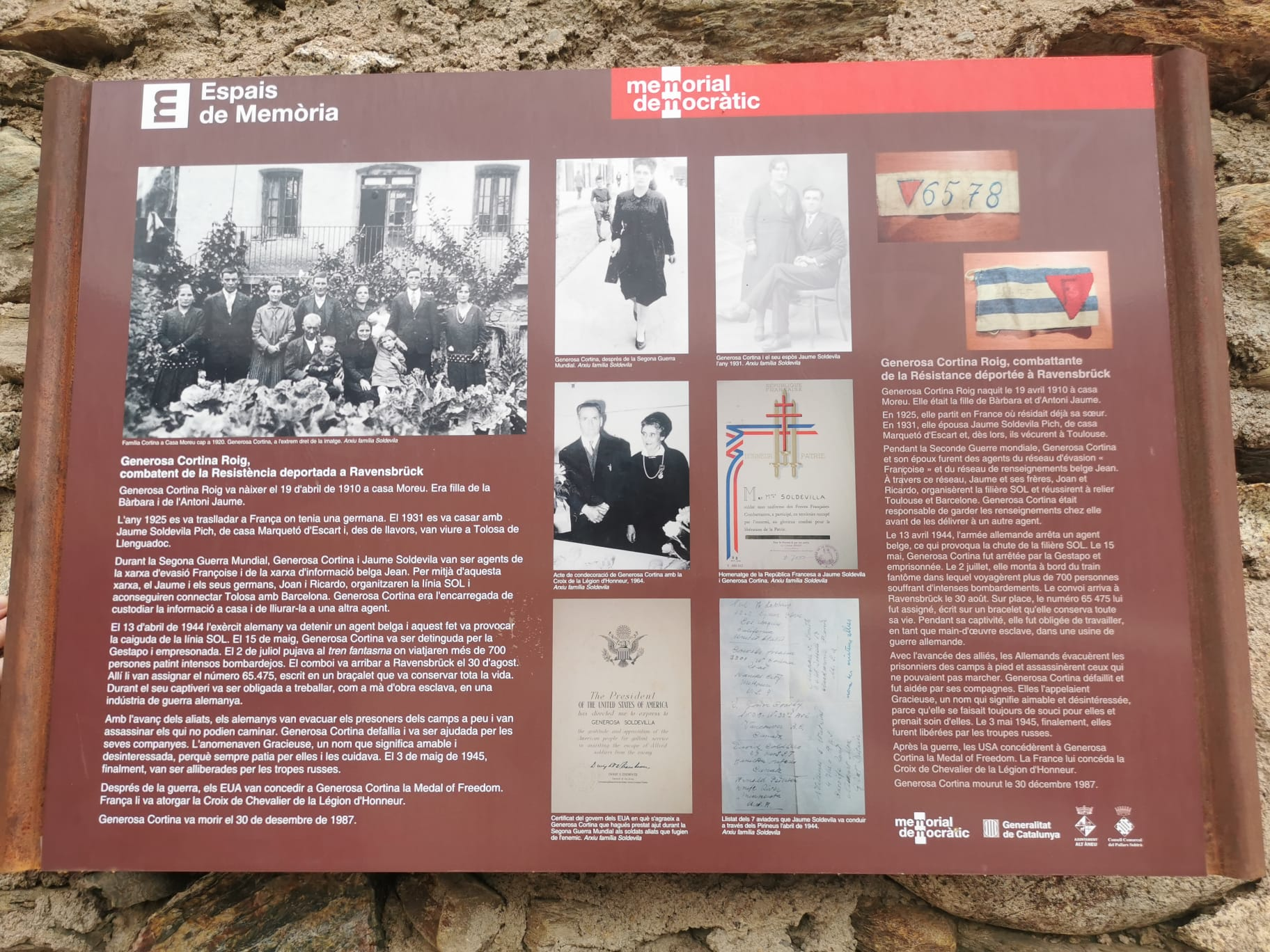
Faristol informatiu memòria històrica. Generosa Cortina Roig

Generosa Cortina Roig (Son-Alt Àneu, 19 d'abril de 1910 - Tolosa de Llenguadoc, 30 de desembre de 1987) va ser una dona pallaresa, agent de la Resistència Antinazi durant la Segona Guerra Mundial. Va formar part de la xarxa d'evasió Françoise i la Línia SOL (xarxa d'informació belga De Jean). Capturada per la Gestapo i deportada, va sobreviure al camp de concentració de Ravensbrück. Fou condecorada pels governs de França i dels EUA.

## Biografia
Nascuda a Son (Alt Àneu, Pallars Sobirà) era filla de Bàrbara i Antoni Jaume, de casa Moreu. Per motius econòmics, el 1925 va emigrar a França, a Granges d'Òlt, on ja vivia una germana seva. Allà va conèixer Jaume Soldevila Pich, nascut el 1906 a Casa Marquetó d'Escart, es van casar el 1931 i es van instal·lar a Tolosa de Llenguadoc, on ell va treballar de mecànic.
Durant la Segona Guerra Mundial, Generosa Cortina i el seu marit van ser membres de la xarxa d'evasió Françoise i de la xarxa d'informació belga De Jean. Per mitjà d'aquestes xarxes, Jaume Soldevila i els seus germans, Joan i Ricardo Soldevila Pich, varen aconseguir organitzar la línia SOL (a partir del cognom «Soldevila») i connectar Tolosa amb Barcelona. Cortina era l'encarregada de custodiar la informació i els paquets que arribaven de Barcelona i lliurar-los a altres contactes.
El 13 d'abril de 1944 l'exèrcit alemany va detenir un agent belga i aquest fet va provocar la caiguda de la línia SOL. El 15 de maig, Generosa Cortina va ser detinguda per la Gestapo, torturada i empresonada. El 2 de juliol, sota intensos bombardejos, va ser obligada a pujar al tren fantasma, carregat amb més de set-centes persones, en direcció a Ravensbrück on hi havia diverses catalanes, com ara Neus Català, Maria del Carme Gardell o Sabina Bartolí. Li van assignar un braçalet amb el núm. 65.475 —que va conservar tota la vida— i va ser obligada a treballar, com a mà d'obra esclava, a la indústria de guerra.
Amb l'avenç dels aliats, els nazis van assassinar totes les dones malaltes i dèbils del camp, i les altres, obligades a caminar, van ser evacuades. Generosa Cortina va ser ajudada per algunes companyes que l'anomenaven la gracieuse, per la seva gentilesa i bon caràcter. El 3 de maig van ser alliberades per les tropes russes.
Després de la guerra, el 1947 el govern dels Estats Units va concedir a ella i al seu marit la Medal of freedom, i el 1962 el govern francès La Croix de Chevalier de la légion d'honneur.
Generosa Cortina Roig va morir a Tolosa de Llenguadoc el 30 de desembre de 1987.